# ویتل
ویتل (به فرانسوی: Vittel) یکی از کمون‌های فرانسه است که در دپارتمان ووژ واقع شده‌است. ویتل ۲۴٫۱۳ کیلومتر مربع مساحت و ۵٬۷۴۵ نفر جمعیت دارد و ۳۳۵ متر بالاتر از سطح دریا واقع شده‌است.
آب معدنی این منطقه، توسط نستله بسته‌بندی و تحت برند ویتل فروخته می‌شود.

## خواهرخوانده
شهر بادن‌وایلر خواهرخواندهٔ ویتل هست.